# Messageries maritimes
La Compagnie des messageries maritimes ou les Messageries maritimes (MM) est une compagnie maritime française prestigieuse, indépendante de 1851 au 23 février 1977, puis fusionnée avec la Compagnie générale transatlantique (CGT) pour former la Compagnie générale maritime (CGM).

## Histoire

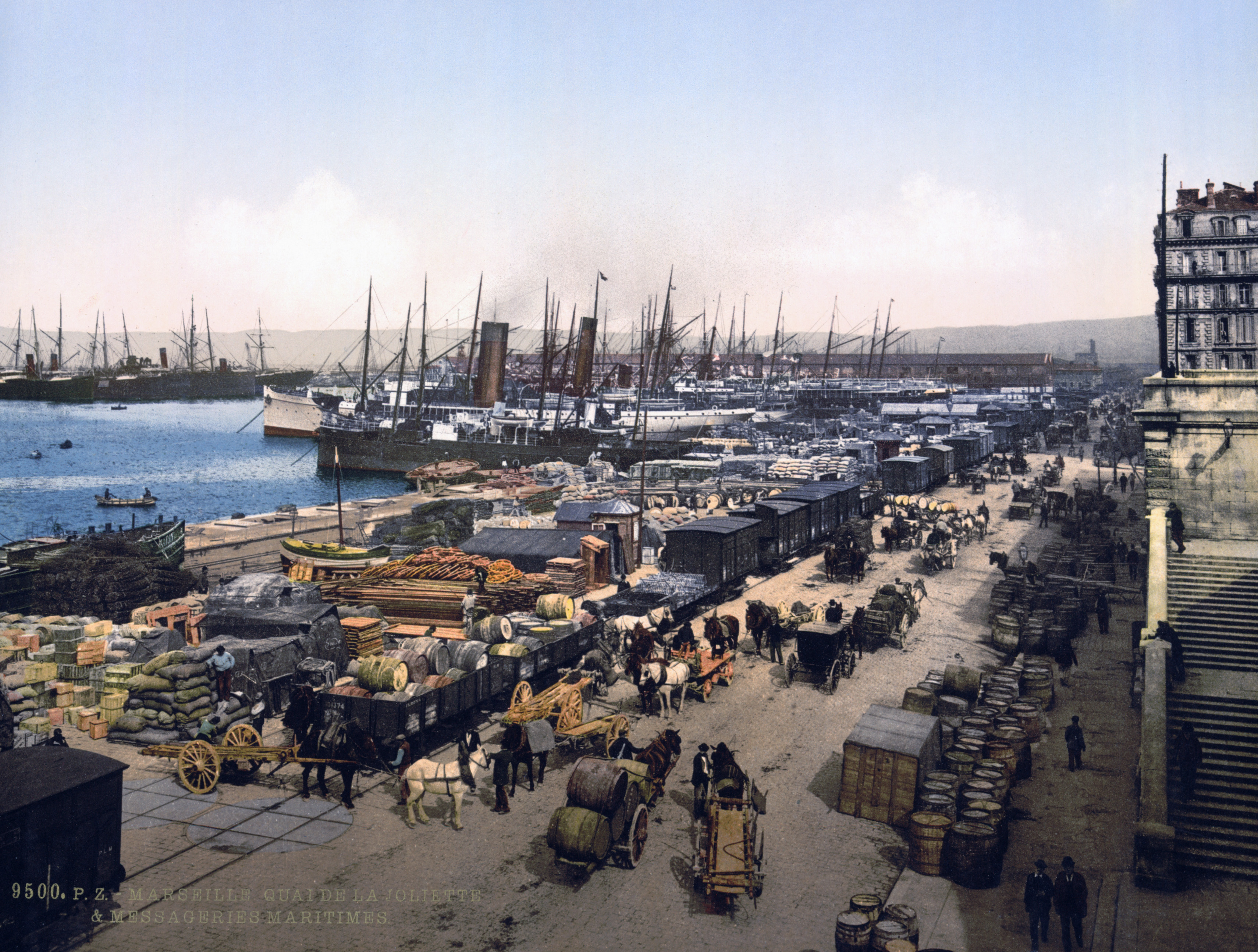
Quai de la Joliette et Messageries Maritimes dans le port de Marseille (entre 1890 et 1905).

En 1851, Albert Rostand, armateur marseillais, proposa à Ernest Simons, directeur des Messageries nationales, de s'associer. Il voulait créer une compagnie maritime de messageries.
Cette compagnie est créée sous le nom de Messageries nationales. Par la suite, elle acquiert le nom de Messageries impériales. Enfin, en 1871, avec les changements de régime politiques en France, elle devient la Compagnie des messageries maritimes.
Comme d'autres compagnies de navigation, puis d'aviation et d'agences de voyages, les bureaux parisiens des Messageries Maritimes sont implantés dans le quartier de la Madeleine à Paris, occupant un grand immeuble, entre le boulevard de la Madeleine et la rue de Sèze, les rues Vignon (22 fenêtres en façade) et Godot de Mauroy. Quartier prestigieux, mais arpenté par des prostituées de luxe, ce qui inspire à un humoriste le dicton suivant : « Les Messageries font le tour du Monde … mais le demi-monde fait le tour des Messageries »[réf. nécessaire].
La messagerie maritime impose de posséder des navires, de les entretenir ou d'en construire. Ainsi, l'ingénieur Henri Dupuy de Lôme et Armand Béhic, s'associant au projet, encouragent le rachat du chantier naval de La Ciotat. La majorité des navires de la compagnie sont construits dans ce chantier naval.
La compagnie assure deux types de lignes :
- lignes commerciales : transport de passagers (paquebots et paquebots mixtes) et de marchandises (navires de charge et paquebots mixtes).
- lignes subventionnées par l'État : lignes postales, incluant le transport obligatoire gratuit ou a des prix réduits des "passagers de l'État" (fonctionnaires, etc.) et du matériel de l'État.

À partir de 1881, les primes à la navigation commerciale pour les lignes véritablement commerciales s'ajoutent aux subventions postales. Dans la mesure où la compagnie dessert à la fois des lignes libres, dites commerciales, et des lignes subventionnées, dites postales, elle bénéficie de deux systèmes d'aides publiques. Dès les années 1880, elle se lance même dans la construction de cargos destinés à un usage uniquement commercial lui permettant de récolter les primes.
L'analyse des sources comptables de la compagnie révèle la relative inefficacité des aides de l'État. Cette analyse démontre que jamais la compagnie n'afficherait de bénéfices si elle ne percevait pas des subventions. Ce déficit s'accroît à partir de 1882 en raison des particularités techniques de la navigation à vapeur.
La société est 8e au palmarès des capitalisations de 1891, à la Bourse de Paris, où les sociétés de services (banque, transport, distribution de gaz ou d'électricité restaient dominantes).
Elle dispose de filiales dont les Affréteurs maritimes indochinois fondés en 1920 et dissous en 1948.
Pendant la Seconde Guerre mondiale certains des navires des Messageries maritimes furent saisis, dont en particulier les paquebots Maréchal Joffre et Aramis qui participèrent tous deux à la guerre du Pacifique.
Le Maréchal Joffre est saisi par les Forces françaises libres aux Philippines et confié aux États-Unis fin 1941. Ceux-ci, via la War Shipping Administration (WSA) exploitèrent le navire comme transport de troupes dans le Pacifique sous le nom de d'USS Rochambeau jusqu'en 1945, où il est rendu aux Messageries maritimes.
L'Aramis, quant à lui, est saisi par le Japon à Saïgon en 1942 et est également exploité comme transport de troupes sous le nom de Teia Maru. Le 18 août 1944, il est coulé avec 2 665 personnes à bord par trois torpilles du sous-marin américain USS Rasher au sud de Taïwan, alors qu'il navigue au sein du grand convoi Hi-71 (en) qui amène des renforts aux Philippines et à Singapour.
Le dernier paquebot commandé par les Messageries Maritimes est le MS Pasteur, lancé à Dunkerque en 1966. Le Pasteur, construit par les chantiers navals de France-Dunkerque, est un paquebot mixte, doté de cales frigorifiques, exploité sur la ligne Europe-Amérique du Sud. Il est vendu en 1972, du fait de la concurrence croissante de l'aviation.
Mais le dernier paquebot à être exploité par les Messageries maritimes est le petit paquebot mixte MS Polynésie, livré en 1955 par les Chantiers Dubigeon de Nantes, qui assure de 1955 à 1975 un service entre la Nouvelle-Calédonie, les Nouvelles-Hébrides et l'Australie.
À partir des années soixante, la majorité, puis la totalité de la flotte des Messageries Maritimes est composée de navires de charge, cargos classiques, porte-conteneurs, navires rouliers ou porte-conteneurs et rouliers ('ConRo'), navires frigorifiques, grands pétroliers et méthaniers et un navire de support scientifique, le Marion Dufresne, pour les Terres australes et antarctiques françaises. Les lignes des Messageries Maritimes desservaient essentiellement l'Asie, le Pacifique Sud, le Moyen-Orient, l'océan indien, l'Afrique et la côte est de l'Amérique du Sud. 
En novembre 1971, le cargo Maori coule dans le golfe de Gascogne, pour des raisons encore inexpliquées. 38 des 39 membres d'équipage périssent. C'est le dernier naufrage d'un navire de la compagnie.
En 1977, l'État fait fusionner les Messageries maritimes avec la Compagnie générale transatlantique sous le nom de Compagnie Générale Maritime (CGM), qui devint en 1999 la CMA CGM après privatisation avec la CMA.

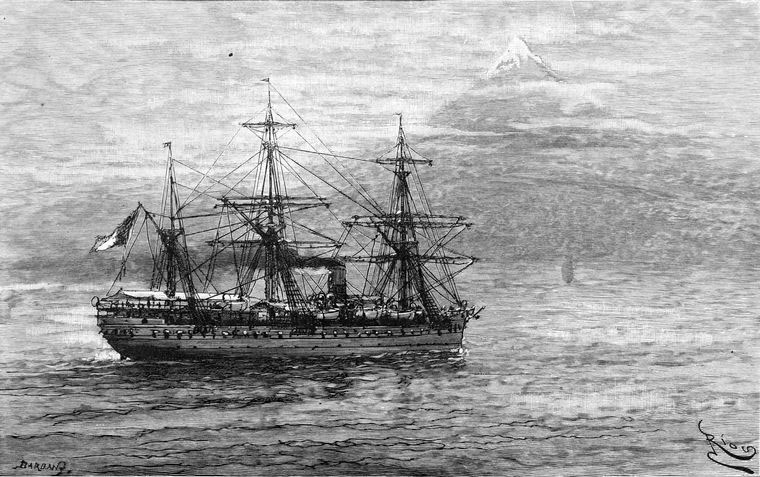
Paquebot des Messageries maritimes.
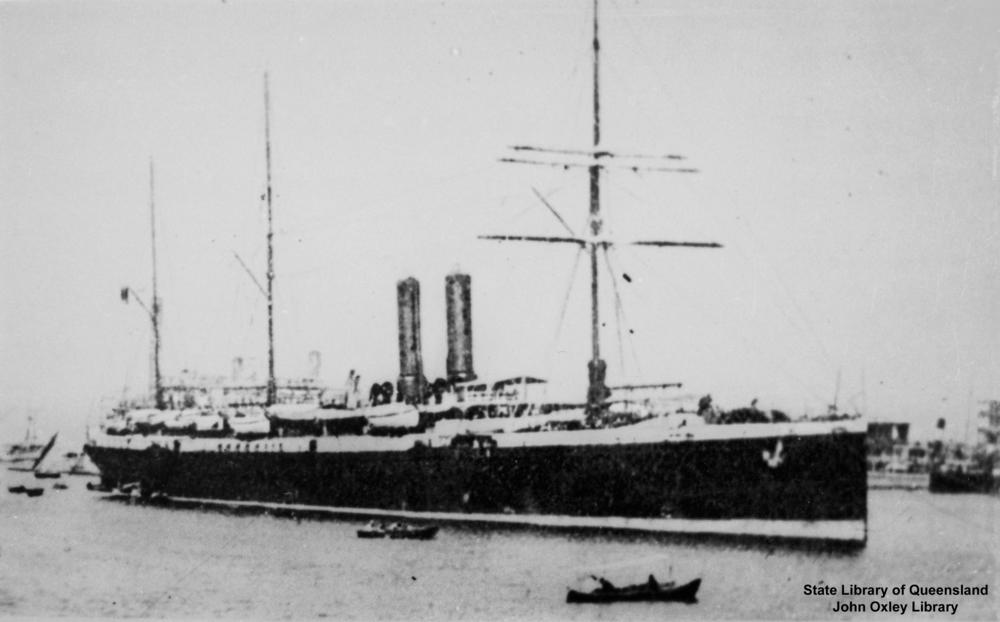
Le paquebot Armand Béhic (1892).
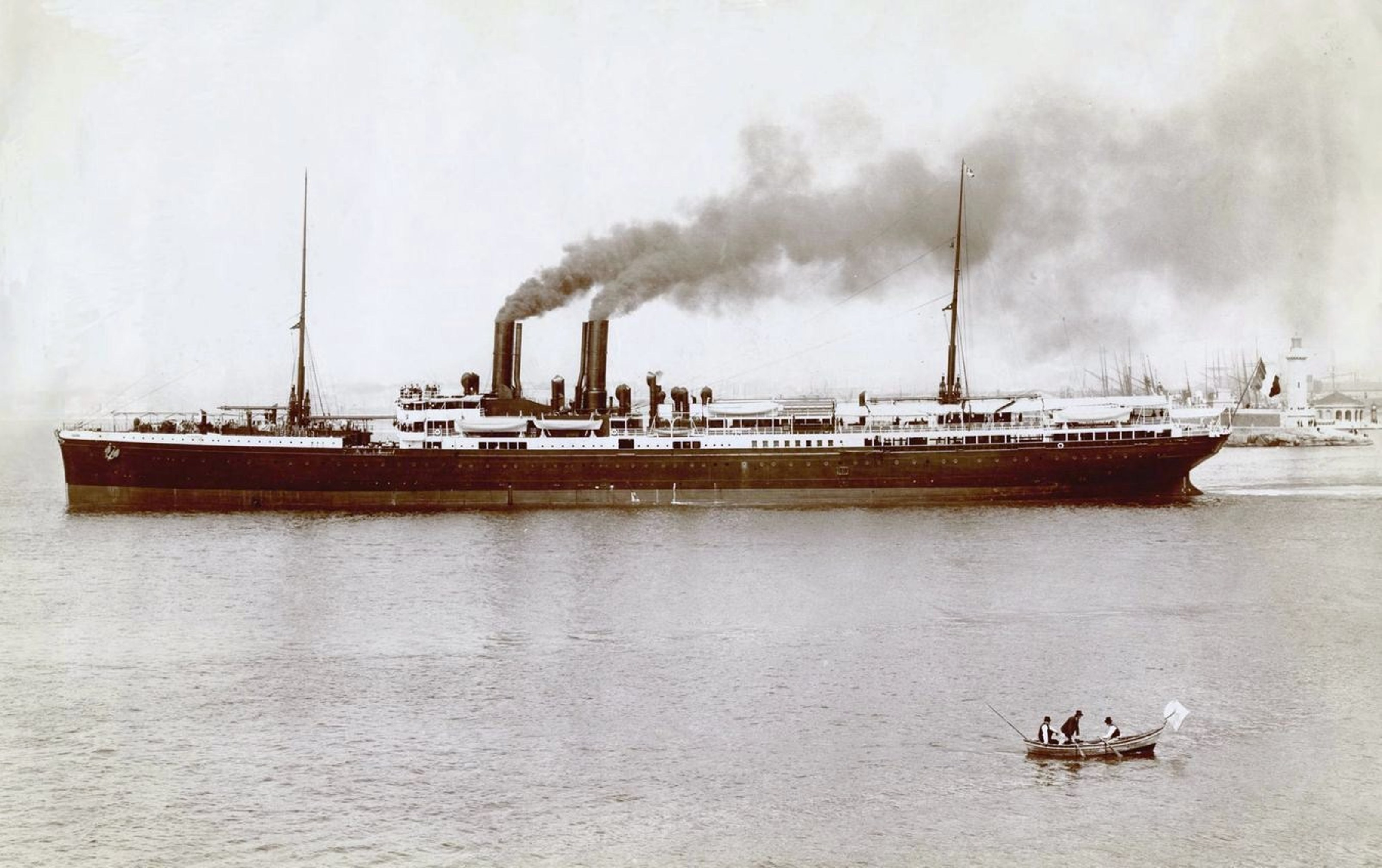
Le paquebot L'Atlantique (1899).
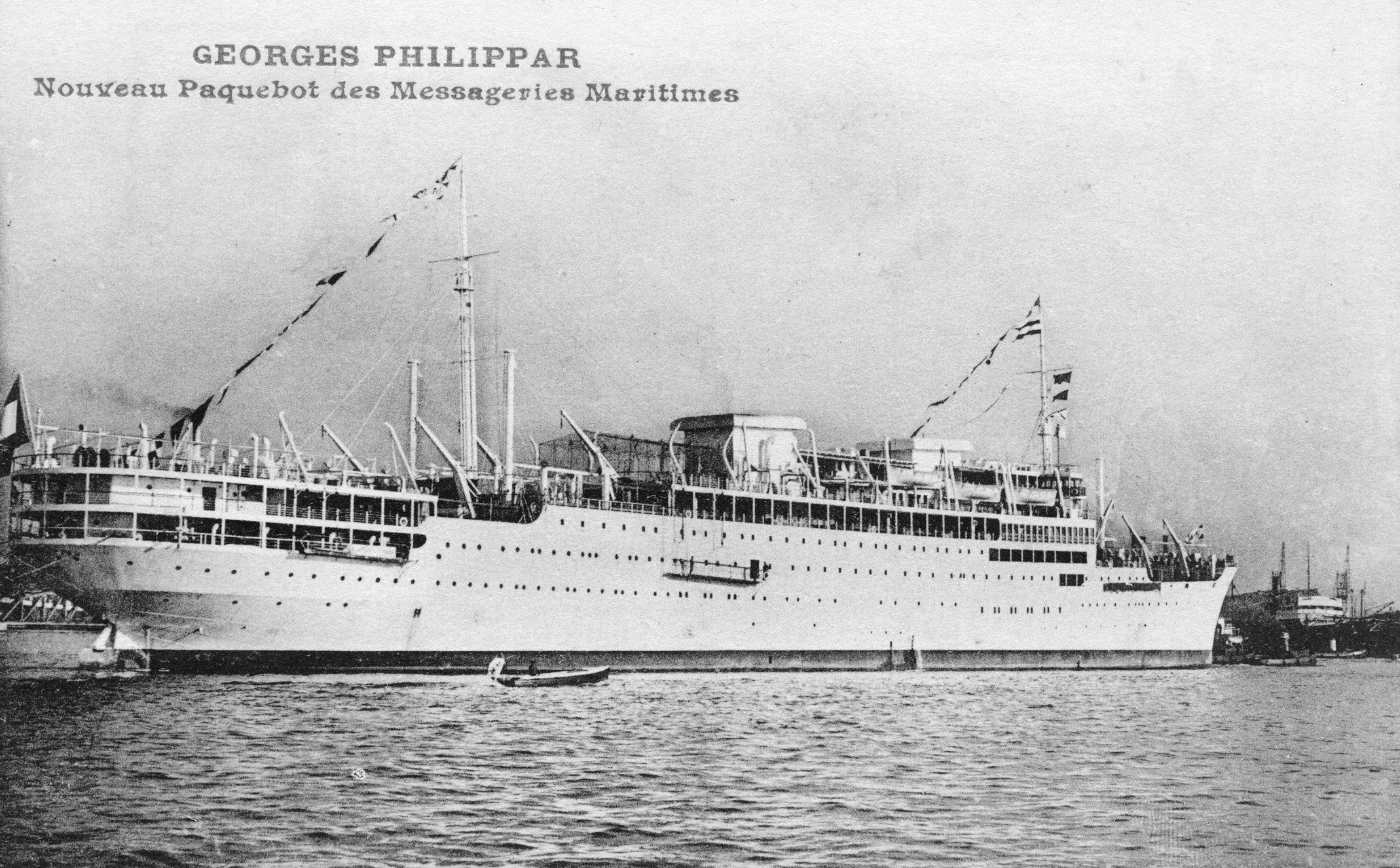
Le paquebot Georges Philippar (1931).
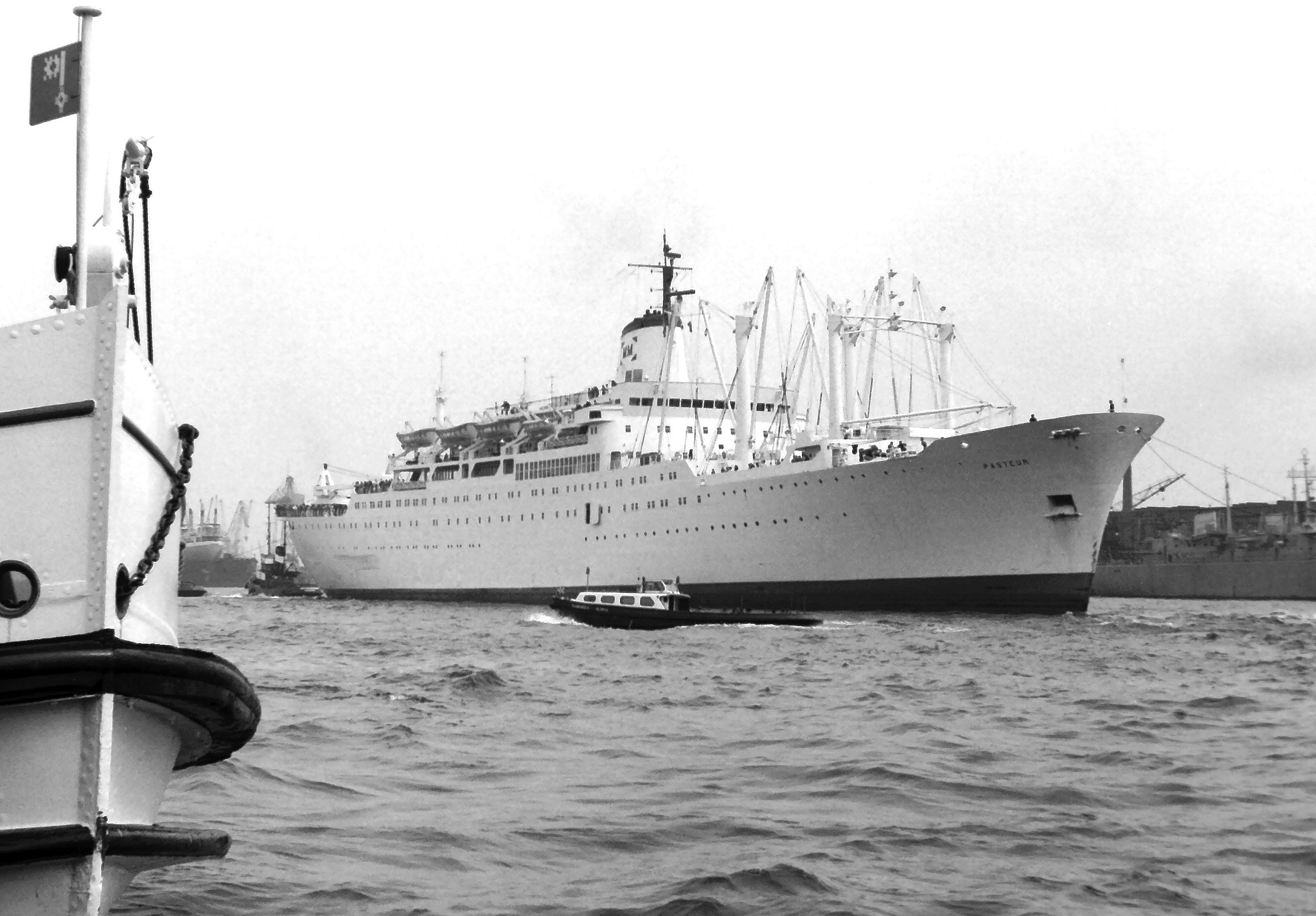
Le paquebot Pasteur (1966).
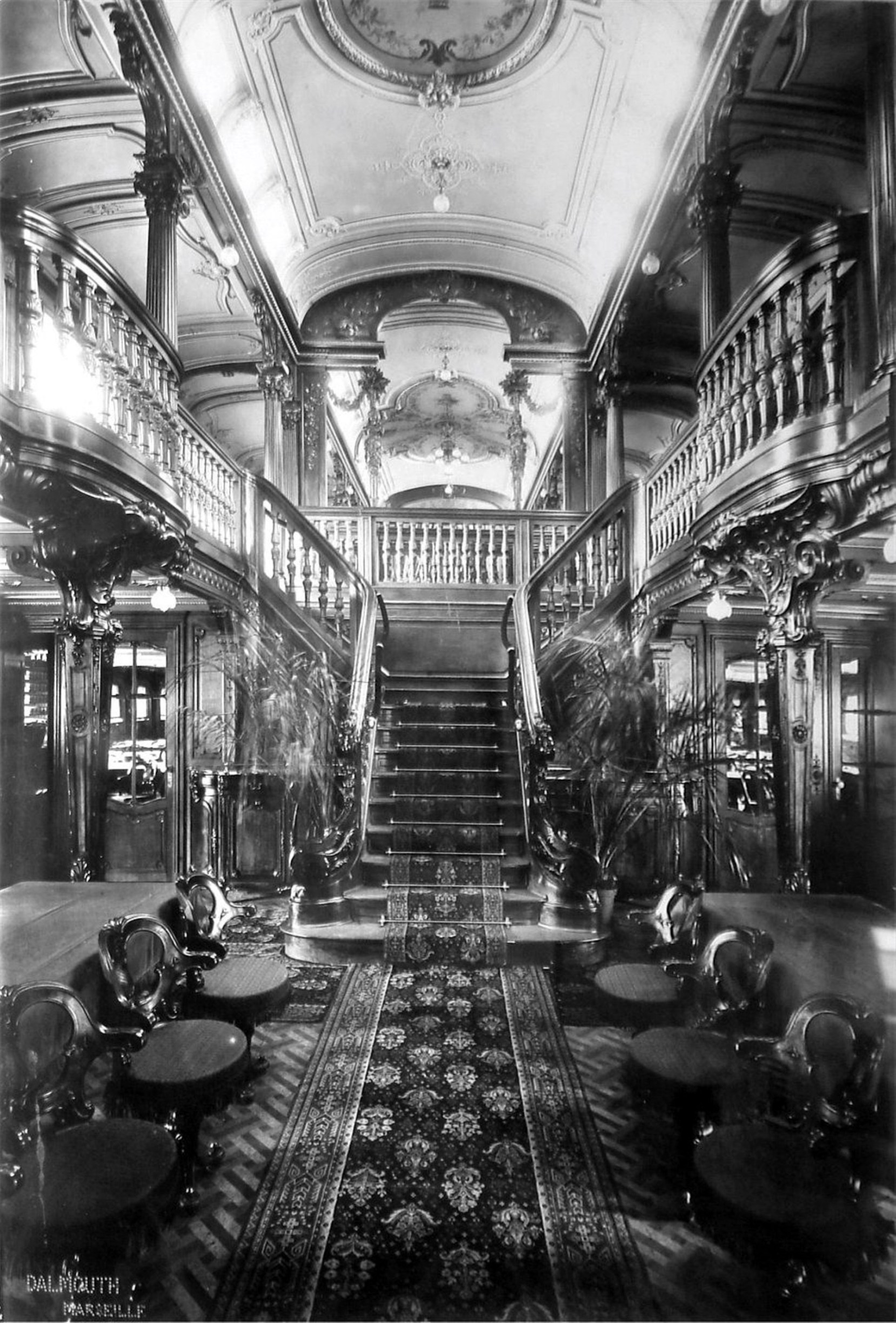
Escalier de la salle à manger et la galerie des premières classes de L'Atlantique vers 1902.
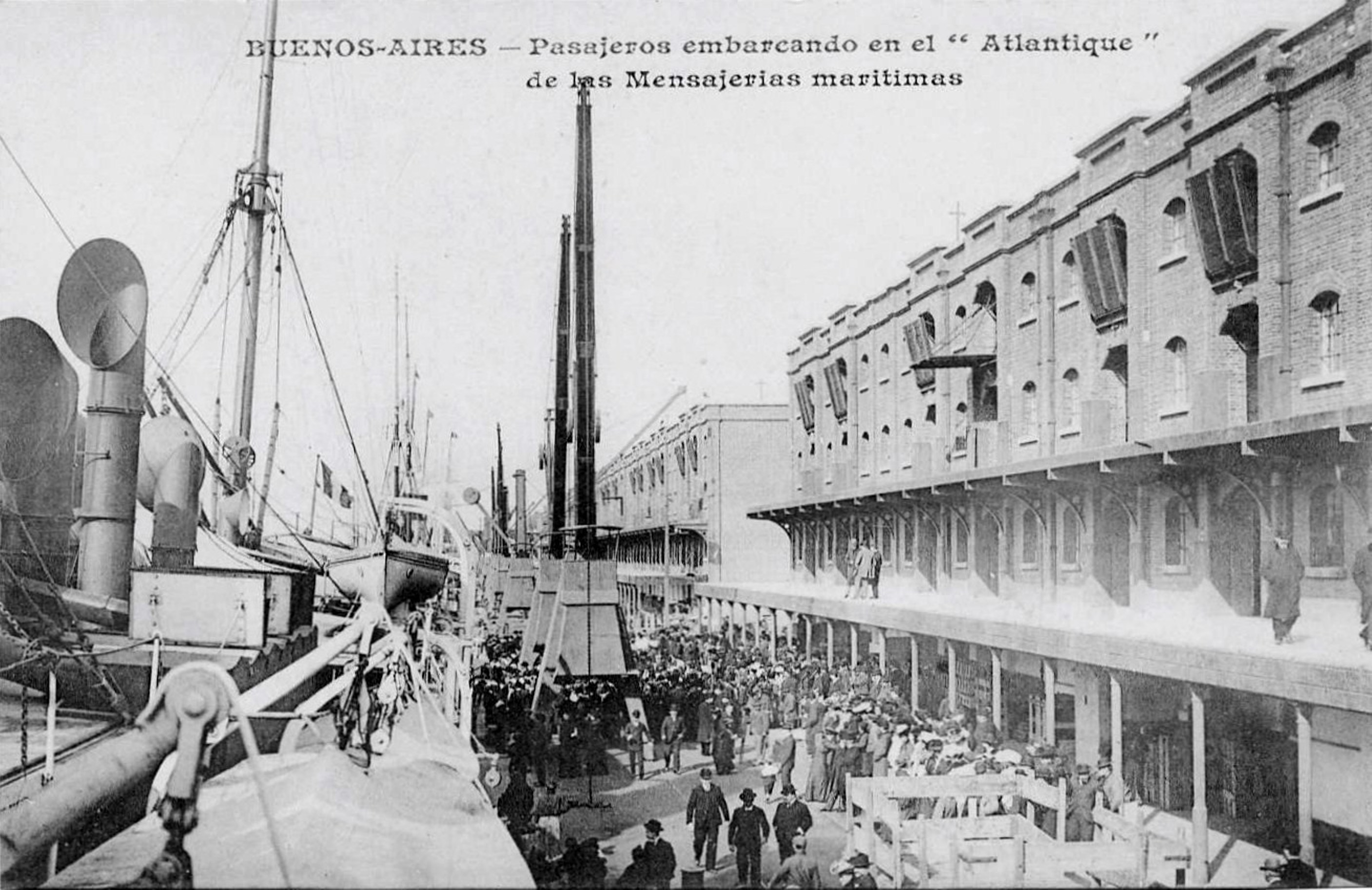
Embarquement à Buenos Aires (Argentine) des passagers de l'Atlantique vers 1905.

## Présidents
- Ernest Simons : 1851
- Édouard Besson : 1852-1861
- Armand Béhic : 1861-1865
- Gérard West : 1865-1867
- Armand Béhic : 1867-1891
- Lacroix-Saint-Pierre : 1891
- Alexandre Simons : 1891-1893
- Jules Girette : 1893-1896
- Amédée Lefèvre-Pontalis : 1896-1901
- Charles Tranchant : 1901-1902
- André Lebon : 1902-1914
- Félix Roussel : 1914-1925
- Georges Philippar : 1925-1948
- Gustave Anduze-Faris : 1948-1961
- Guillaume Le Bigot : 1961-1966
- Gilbert Grandval : 1966-1972
- Roger Carour : 1972-1974

## Dans la culture
- Sahara Blue (1992) d'Hector Zazou, une mise en musique de poèmes d'Arthur Rimbaud. Richard Bohringer y interprète le titre final, Lettre au Directeur des Messageries Maritimes.